# Zizula
Genre
Zizula est un genre pantropical de lépidoptères (papillons) de la famille des Lycaenidae et de la sous-famille des Polyommatinae. 

## Espèces et distribution géographique
Ce genre comprend deux espèces, dont l'une est présente dans l'Ancien Monde et l'autre aux Amériques, :
- Zizula hylax (Fabricius, 1775) — répandue en Afrique, dans la péninsule Arabique, en Asie du Sud et du Sud-Est jusqu'à l'Australie.
- Zizula cyna (Edwards, 1881) — répandue du Texas à la Bolivie en passant par le Mexique et l'Amérique centrale.

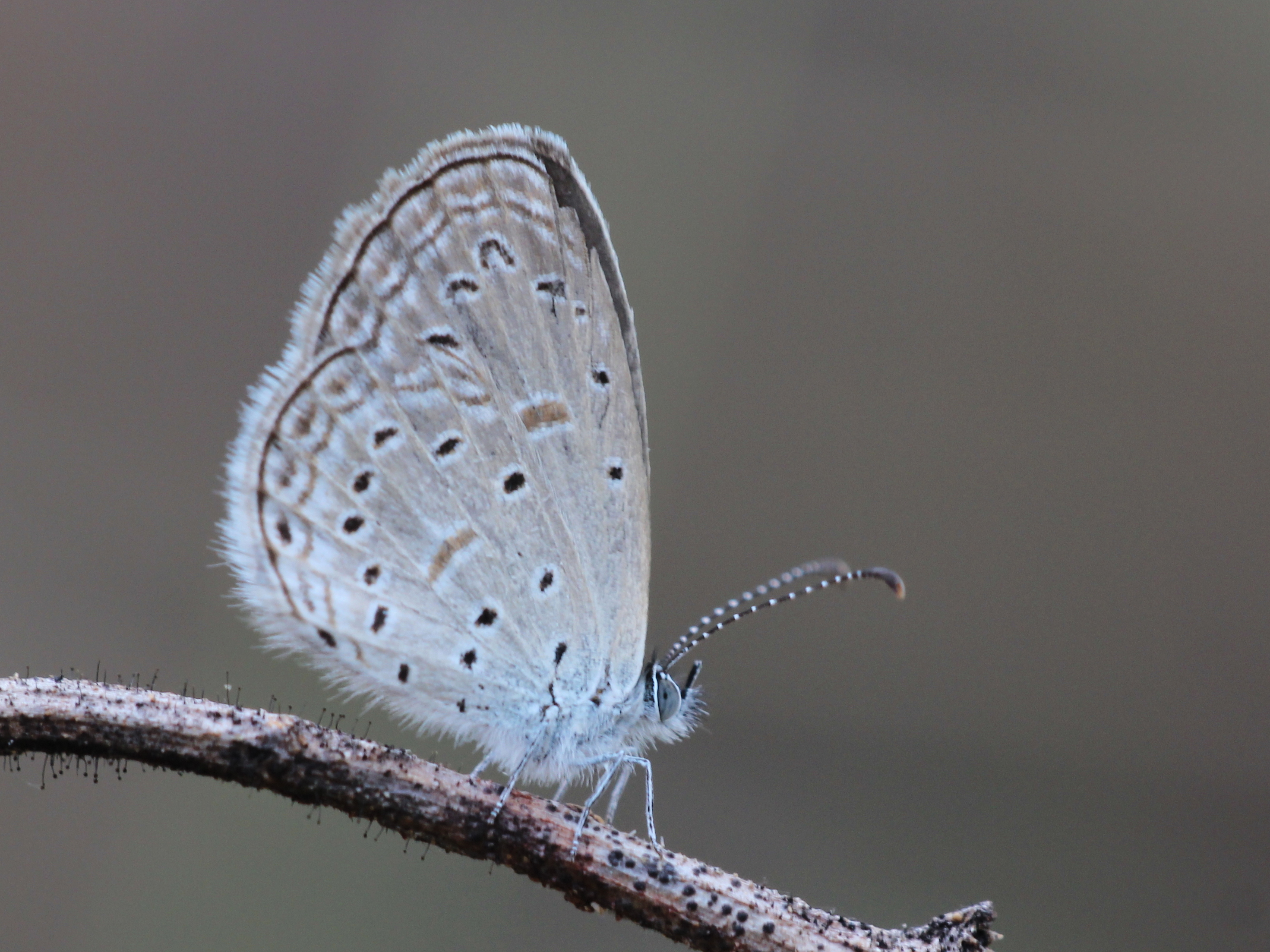
Zizula hylax, en Inde.
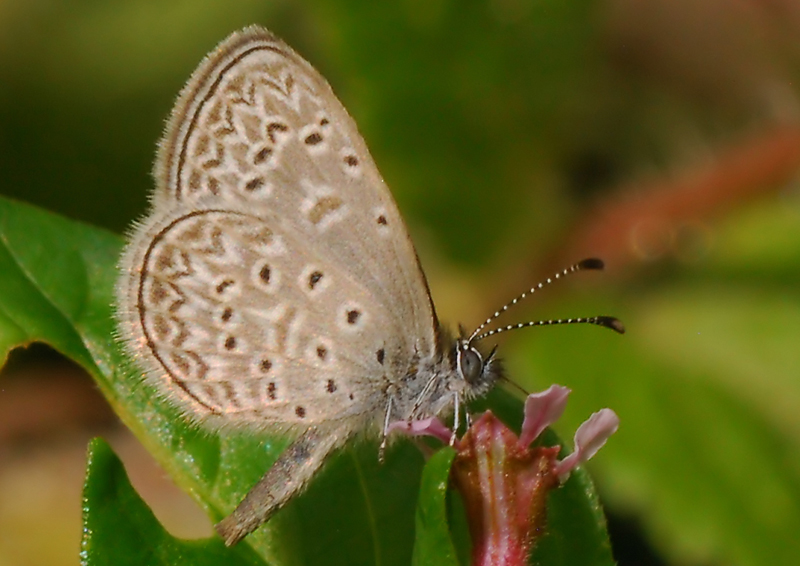
Zizula cyna, en Équateur.

## Taxonomie
Le genre Zizula a été décrit par l'entomologiste britannique Thomas Algernon Chapman en 1910.
Son espèce type est Lycaena gaika Trimen, 1862, qui est actuellement un synonyme junior de Papilio hylax Fabricius, 1775.

## Noms vernaculaires
En anglais, les Zizula sont appelés les Tiny Grass Blues,.

### Publication originale
(en) T. A. Chapman, « XVI. On Zizeeria (Chapman), Zizera (Moore), a group of Lycaenid Butterflies. », Transactions of the Royal Entomological Society of London, Royal Entomological Society, vol. 58, no 4,‎ 24 avril 2009, p. 479–497 (ISSN 0035-8894 et 2056-5259, OCLC 1125695995, DOI 10.1111/J.1365-2311.1910.TB01180.X)., p. 483.